# Julio César Félix
Julio César Félix Lerma es un escritor mexicano nacido el 1975 en Navolato, Sinaloa y radicado en Torreón, Coahuila. Estudió letras hispánicas en la UNAM, en cuyo Centro Universitario de Teatro impartió las materias de Lengua Española e Historia de las Ideas. Fue director de la revista de literatura Acequias de la Universidad Iberoamericana Torreón.
Autor de los poemarios De noche los amores son pardos, Al sur de tu silencio, De lagos, lagunas y otras danzas, Desierto blues, imaginario de voces, Mis ojos el fuego, En el Norte ya no hay playas, Nacimos irritilas en el acuario del mundo y Laguna's Nght Club, entre otros.

## Obras
- De noche los amores son pardos https://www.elem.mx/obra/datos/83189
- Al sur de tu silencio
- De lagos, lagunas y otras danzas
- Desierto blues
- Imaginario de voces
- Mis ojos el fuego
- En el Norte ya no hay playas
- Nacimos irritilas en el acuario del mundo
- Laguna's Night Club. Antología personal
- Todavía hay un mar por cruzar para que yo invente mis pulmones
- Chayito de noche
- Los tesoros que hay detrás del arcoíris https://coahuilacultura.gob.mx/libros-infantiles/

## Antologías
- Tentación de decir (2004)
- Coral para Enriqueta Ochoa (2007)
- Las voces del tranvía. Paseo poético lagunero (2007)
- Mapa poético mexicano. Del silencio hacia la luz (2008)
- Dondepalabra (2010)
- Antología General de la Poesía Mexicana B (2014)
- Poesía ahora. Nueva poesía coahuilense (2014)
- Una fiera lentísima. Muestra de poesía sinaloense (2017)